# Xiao Shen Cheng

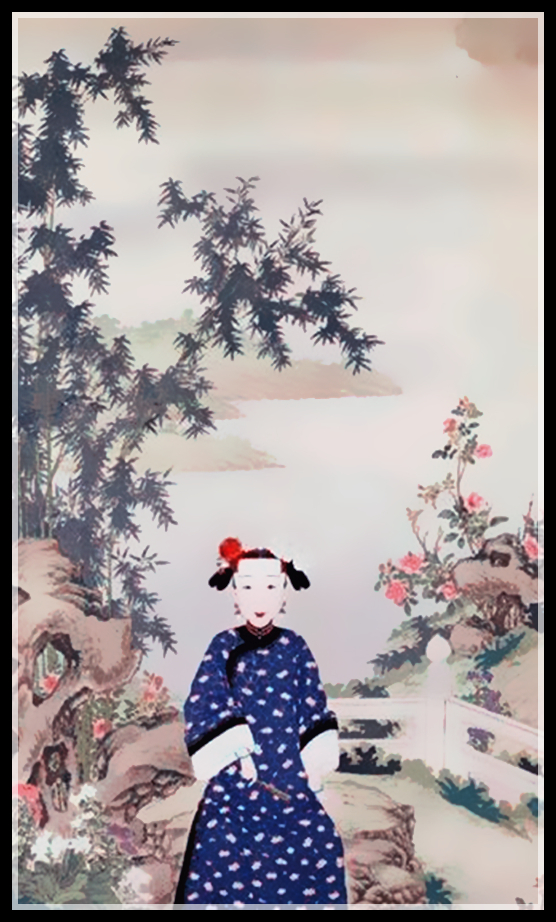
Keizerin Xiao Shen Cheng

Keizerin Xiao Shen Cheng (5 juli 1792 – Verboden Stad, 16 juni 1833) was de vrouw van keizer Daoguang. Keizer Daoguang van de Mantsjoe Qing dynasty regeerde China van 1820 tot aan zijn dood in 1850.
Xiao Shen Cheng behoorde tot de Mantsjoe Tungiya stam. Haar vader Suminga was een directe afstammeling van een broer van keizerin Xiao Kang Zhang "moeder van de keizer Kangxi". Keizerin Xiao Shen Cheng betrad de Verboden Stad als bijvrouw van de toenmalige prins Mianning. In 1808 overleed prins Mianning zijn eerste vrouw en werd dame Tungiya zijn hoofdvrouw. In 1813 werd zij moeder van een dochter. 
In 1820 overleed keizer Jiaqing en volgde Mianning zijn vader op als keizer Daoguang. Als hoofdvrouw werd dame Tungiya de titel keizerin verleend. Zij overleed in het dertiende regeringsjaar van de keizer Daoguang. Na haar dood werd zij begraven in de Muling mausoleum in Hebei.